# Podocnemis
Podocnemis è un genere di tartarughe acquatiche, comunemente conosciute come tartarughe amazzoniche o tartarughe acquatiche del Sud America, facenti parte della famiglia Podocnemididae. Questo genere contiene sei specie esistenti, tutte originarie della fascia tropicale del Sud America. Sono, inoltre, note tre specie fossili aggiuntive.

## Specie
Il genere contiene le seguenti sei specie esistenti:
- Podocnemis erythrocephala (Spix, 1824) - tartaruga del Rio delle Amazzoni dalla testa rossa
- Podocnemis expansa (Schweigger, 1812) - tartaruga Arrau
- Podocnemis lewyana A.HA Duméril, 1852 - tartaruga del fiume Magdalena
- Podocnemis sextuberculata Cornalia, 1849 - tartaruga del Rio delle Amazzoni a sei tubercoli
- Podocnemis unifilis Troschel, 1848 - tartaruga del rio delle Amazzoni
- Podocnemis vogli L. Müller, 1935 - tartaruga dal collo laterale delle savane

Nota bene: un'autorità binomiale tra parentesi indica che la specie era originariamente descritta in un genere diverso da Podocnemis.

### Specie fossili

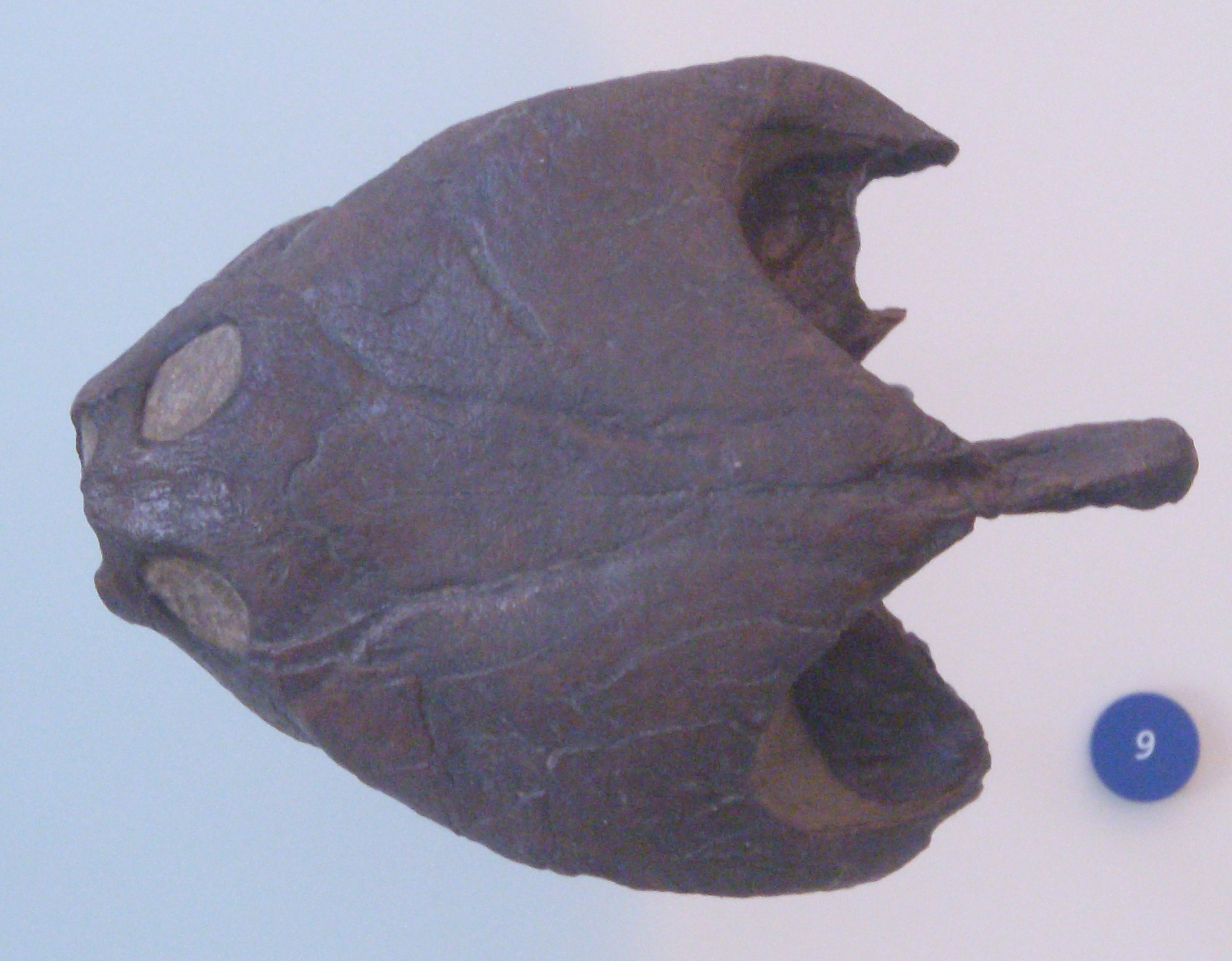
Cranio di P. bassleri (AMNH 1662)

Le seguenti tre specie sono estinte, e tutte sono state ritrovate in depositi del tardo Neogene in Sud America:
- † Podocnemis bassleri
- † Podocnemis medemi[2]
- † Podocnemis pritchardi[2]

La specie del Cretaceo superiore (Cenomaniano) "Podocnemis" parva Haas, 1978, basata su resti ritrovati nella Cisgiordania, è ora assegnata al genere Algorachelus, come A. parvus.